# Сонограф
Сонограф (лат. sonus — звук и др.-греч. γράφω — пишу) — устройство для анализа спектра звука. Применяется в биоакустике. Получил широкое распространение в 1970-е годы. Помимо силы и частоты обертонов позволяет регистрировать изменения этих параметров звука по времени. Производился в США под названием «Динамический спектрограф» или «Видимая речь».